# 阿波文字
阿波文字（あわもじ）は、神代文字の一種。

## 特徴
日本語の五十音に対応しているが、「ん」に相当する文字は存在せず（「ん」が出来たのは室町時代以降である）、また歴史的仮名遣いであるため濁音や半濁音を表す文字も存在しない。
ほかに国之常立神を表す為の文字や、十干などを表す文字も存在する。
書風は阿比留草文字や豊国文字に似ており、阿波文字と阿比留草文字の混ぜ書きが用いられる場合もある。

## 概要
徳島県名東郡佐那河内村の大宮八幡宮に伝わった文字とされる。大宮八幡宮の神主である藤原充長が1779年（安永8年）に著した『神字書』（かなふみ）に阿波文字が掲載される。また同じ阿波国の隠士である宮谷理然（みやたにりねん）が、同年に著した『かむことのよそあり』に収録される「大祓詞」（おおはらえのことば）では、阿波文字と阿比留草文字の混ぜ書きが用いられている。
三井寺住職の敬光が1793年（寛政5年）に著した『和字考』に見え、また 平田篤胤が1819年（文政2年）に著した『神字日文伝』附録疑字篇には「神字五十韻」として採録されている。ただし、平田はこの文字について藤原充長の創作による文字ではないかとしている。
宮城県気仙沼市の御崎神社に現存する石碑に阿波文字が記されているほか、陸奥国加美郡の意水家から1799年（寛政11年）に伝わったとされる文書にも阿波文字が用いられていることから、江戸時代後期には現在の宮城県の辺りでも阿波文字が用いられた可能性が指摘されている。
また長野県駒ヶ根市の大御食神社に伝わる社伝記では、前述の「大祓詞」と同様に阿波文字と阿比留草文字の混ぜ書きが用いられている。同書はヤマトタケルの業績を伝えたもので、村上天皇か円融天皇の時代の作と伝わっている。
伊勢神宮には神代文字によって記された多数の奉納文があり、その中にも阿波文字を記したものがある。